# Hans-Joachim Koloss
Hans-Joachim Koloss (* 21. Juni 1938 in Königsberg; † 23. Oktober 2013 in Berlin) war ein deutscher Ethnologe und Museumswissenschaftler mit Schwerpunkt auf den Kulturen Afrikas.

## Leben und Ausbildung
Koloss wurde 1938 in Königsberg, Ostpreußen, geboren. Sein Vater war Gutsverwalter. 1945 wurde die Familie vertrieben und ließ sich schließlich in der Nähe von Oldenburg im Nordwesten Deutschlands nieder. 1959 machte Koloss sein Abitur in Delmenhorst bei Bremen.
Aufgrund seines wachsenden Interesses an soziokulturellen Fragen begann Koloss ein Studium der Anthropologie, Urgeschichte und Geographie an der Universität Göttingen, wo er auch Kurse in Philosophie belegte. Am Institut für Kultur- und Sozialanthropologie waren u. a. Günther Spannaus, Hans Plischke und Erhard Schlesier seine Lehrer.
Während seines Studiums erwarb Koloss einen breiten Überblick über anthropologische und historische Fakten und Theorien. Westafrika wurde sein spezielles regionales Forschungsgebiet.

## Karriere

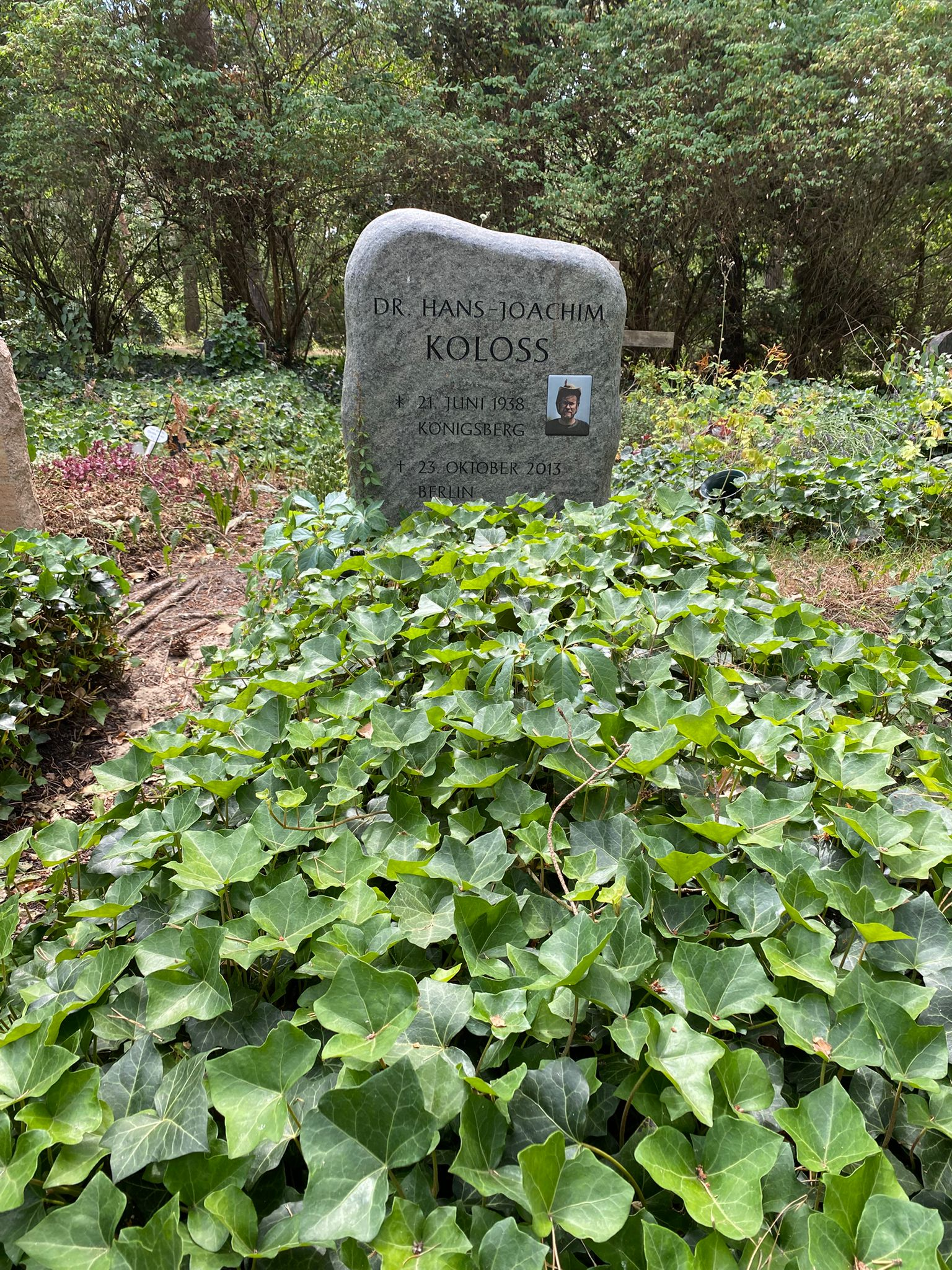
Grabstätte auf dem Waldfriedhof Zehlendorf

Im Jahr 1967 schloss Koloss sein Studium ab und wurde für ein Jahr Assistent in Göttingen. 1968 erhielt er eine Stelle am Institut für den wissenschaftlichen Film in Göttingen. Zu seinen Hauptaufgaben gehörte die Dokumentation und Erschließung des Institutsarchivs, eine Aufgabe, die ihm Einblicke in die Methoden der anthropologischen Filmarbeit verschaffte. 1973 wurde er Leiter der Afrika-Abteilung des Linden-Museums in Stuttgart, 1985 wechselte er in gleicher Funktion an das Ethnologische Museum in Berlin, wo er 2001 in den Ruhestand ging.
Sein Nachfolger wurde Peter Junge. Koloss verstarb 2013 in Berlin und wurde auf dem Waldfriedhof Zehlendorf (Feld 054) beigesetzt.

## Forschungen und Ausstellungen
Sowohl in Stuttgart als auch in Berlin organisierte Koloss zahlreiche Ausstellungen zur afrikanischen Kultur und Kunst, die fast alle von Katalogen begleitet wurden. Er interessierte sich sehr für die afrikanische Kunst und trug zur Entwicklung einer speziellen Theorie der afrikanischen Kunst bei (Afrika. Kunst und Kultur. München (2002)). Den Kern seiner Forschungsarbeit bildete eine langjährige ethnologische Feldforschungsreihe in Ok (Kamerun), die 1975 begann und nach 15 Forschungsreisen mit der Veröffentlichung der Monographie Weltanschauung und Gesellschaft in Oku (Kamerun) im Jahr 2000 ihren Abschluss fand. Nach seiner Pensionierung unternahm Koloss in den Jahren 2004 und 2005 insgesamt vier Reisen nach Kembong in der Cross River Region. Die beiden Forschungsprojekte, die Koloss mehr als drei Jahrzehnte lang zwei Gesellschaften in Kamerun widmete – die eine ein Königreich, die andere eine egalitäre Gesellschaft – schloss er mit seinem Werk Traditional Institutions in Kembong (Cameroon) (2008) ab.

## Weiteres
Koloss war ein begeisterter Schachspieler.

## Publikationen (Auswahl)
- Kamerun, Könige, Masken, Feste: Ethnologische Forschungen im Grasland der Nordwest-Provinz von Kamerun. Rautenstrauch-Joest-Museum Köln, 1980.
- Traditional institutions in Kembong (Cameroon). Berlin. Reimer 2008.
- Die Haustierhaltung in Westafrika: Eine völkerkundliche Untersuchung. Arbeiten aus d. Institut f. Völkerkunde Göttingen. Band 1 Göttingen, Phil. F., Diss. v. 10. Mai 1968.
- Zai͏̈re: Meisterwerke afrikanischer Kunst. Berlin Reimer 1987.
- Africa: art and culture; masterpieces of African art. Prestel 2004.